# Ripiceni
Ripiceni település Romániában, Moldvában, Botoșani megyében.

## Fekvése
Stefanestitől a DN 29B úton észak felé található település.

## Története
A település és környéke gazdag paleolit kori lelőhely. A településen a közeli ásatások anyagát múzeum mutatja be. A múzeum gyűjteményében a Prut folyó partján talált paleolit-kori tárgyak ekinthetők meg.